# Yatiyo Yonenaga-Yassuda
A Pesquisadora Brasileira Yatiyo Yonenaga-Yassuda é formada em História Natural (1964) pela Universidade de São Paulo (USP), além de mestre (1968) e doutora (1973) em Biologia (Genética) pela mesma instituição. Em 1969 se tornou Professora no Instituto de Biociências da Universidade de São Paulo. É membro titular da Academia de Ciências do Estado de São Paulo desde 1984.
Yonenaga-Yassuda foi pioneira nos estudos de Citogenética de Vertebrados, atuando principalmente na pesquisa com Roedores, além de Lagartos e Anfíbios. Foi responsável pelo estabelecimento e curadoria de um Banco de Células de Vertebrados. Esse banco compõem uma fonte de Biodiversidade Neotropical e continua sendo utilizado para estudos genéticos. Durante sua carreira como pesquisadora, foi responsável pela formação de 13 mestres e 15 doutores. Publicou mais de 100 artigos científicos em periódicos renomados.
Em 1998, após sua aposentadoria como professora, começou a pintar e se tornou artista plástica. Publicou dois livros com suas obras: Criar é viver (2013) e Renascer com a Arte (2018), também participa ativamente de exposições.

## Homenagens
Foi homenageada na III Reunião Brasileira de Citogenética e Citogenômica, que ocorreu em maio de 2013 na cidade do Guarujá, em São Paulo.
Em reconhecimento a sua contribuição para a Mastozoologia, uma espécie de roedor foi nomeada em sua homenagem, o equimídeo da Caatinga Trinomys yonenagae (Rocha 1996).
Sua contribuição para a Herpetologia também foi reconhecida pela nomeação da Cobra-Cega-do-São-Francisco, Yonenga worm snake, Amerotyphlops yonenagae (Rodrigues, 1991).